# 頂新三重新燕案土地變更事件
頂新三重新燕案土地變更事件頂新集團旗下的味全公司在2010年時，以101億標下位於新北市三重區新燕公司土地，是為「味全新燕廠」，該土地位於三重、新莊、臺北市之交界，因頂新集團旗下另間頂新製油公司涉及2014年台灣劣質油品事件，引致對頂新三重新燕土地變更事宜合理性之質疑。。新北地檢署經調查後，認定告發朱立倫涉圖利頂新案查無不法，將全案簽結。

## 2014年

### 11月10日
立法院內政委員會進行內政部所提「公辦都更」業務報告，民進黨立委對頂新集團在味全三重新燕廠區的開發案輪番砲轟；民進黨立委陳其邁指出，頂新新燕開發案僅花七個月時間，就從新北市通過，其中四次專案會議、一次都委會審議會議，新北市經發局、地政局都沒有參與，監察院也表示第廿七條被濫用；陳其邁痛批，新北市政府炒地皮，內政部當頂新幫凶，「不是包庇是什麼？」。
新北市政府回應
- 新北市政府城鄉局都市計畫科長周繼祖表示，目前沒有法源可以「卡案滅頂」。[4]

### 11月11日
針對味全集團得標的三重新燕土地開發案，民進黨新北市長候選人游錫堃與民進黨立委高志鵬、吳秉叡、前立委莊碩漢開記者會，三問新北市長朱立倫「為何違法變更？為何快速批准？為何獨厚頂新？」游要求朱應親自對外界說明。
新北市政府回應
- 新北市政府城鄉局副局長張溫德及新北市府發言人林芥佑表示，目前尚未完成核定程序。[6][7][8]

### 11月12日
綠委高志鵬、李俊俋、新北市長候選人游錫堃競選總部發言人莊碩漢，召開記者會，該案是朱立倫於2011年1月28日核定變更，根本是公然說謊欺騙大眾。高志鵬表示，根據今年新北市都委會會議紀錄顯示，頂新的三重新燕土地變更案，朱立倫2011年1月28日，也就是上任30天後就迅行變更，早已核定給頂新，遲遲不敢核定的單位是中央的內政部，不要拿內政部當擋箭牌，應說明為何可以公然違法，迅速變更工業用地成為住商混合區？
新北市政府回應
- 新北市政府城鄉局副局長張溫德表示，此案是臺北縣府期間認定，目前仍在內政部審核程序。[11]

### 11月13日
民進黨新北市議員候選人鄭金隆、廖本煙、鍾宏仁、鄭宇恩、前立委張清芳在三重頂新新燕土地外召開記者會，他們質疑新燕土地內還有些私人土地未變更，並非完整街廓，為何新北市不一起變更？周遭土地幾乎是工業用地，為何也沒有變更，只獨厚頂新？限朱立倫2日內說明頂新新燕土地案為何快速變更，並立即撤回此案，否則將至地檢署告發朱立倫，呼籲民眾「拒絕頂新、抵制官商勾結」。
新北市政府回應
針對2014年11月13日，多位民進黨籍新北市議員候選人及公職人員公開質疑2011年1月朱立倫上任新北市長後第30天後，即核定新燕土地使用變更案，由工業用地變更成住商混合用地，利益暴增到400億元。對此新北市政府城鄉發展局副局長張溫德澄清，民進黨人士所指的核定公函是府內公文檢送相關計畫書予三重區公所，告知其需自2011年2月14日起辦理公開展覽30天，沒有所謂的「上任30天核定新燕土地變更」事實。

### 11月14日
台灣團結聯盟新北市議員候選人陳良安一行50多人，拿旗舉牌到新北市政府門口抗議，痛批朱立倫上任30天就火速通過新燕案，將工業區1萬5000多坪土地變更為建地，圖利頂新300億元，台聯等人更請來兩台吊車，在市府對面馬路拉起巨大布幕。
新北市政府並無回應

### 11月15日
民進黨新北市長候選人游錫堃公開質疑新北市長朱立倫一上任，就讓頂新三重土地開發案都市計畫「迅行變更」，頂新買三重土地賺100億元，如果順利開發成商業區，更可大賺400億元，他要求朱立倫向市民公開說明。
新北市政府並無回應

### 11月17日
民進黨新北市長候選人游錫堃在前行政院長謝長廷、議會民進黨團成員、總部幹部陪同下，召開「告頂新　討公道」記者會，游錫堃說，當選第一天就會成立律師團，由新北市政府代位求償，為市民討公道，即日起在各競選總部、後援會、議員服務處，提供委託書供市民索取填寫。
2014年11月17日，民進黨新北市長候選人游錫堃表示，上個月朱立倫說黑心企業要「罰到倒、關到老」。但目前為止並沒有看到作為、就連中央馬政府也沒有作為、頂新集團允諾的30億的食安基金也跳票。於是發起「告頂新　討公道」運動，當選後馬上將由新北市政府提告，協助市民代位求償。
 訴求 
1. 要求新北市長朱立倫出面公開說明[5]。
2. 將頂新三重新燕土地變更案撤回[23][24]
3. 控告頂新，向頂新代位求償

新北市政府回應
- 新北市政府城鄉發展局再次聲明，目前尚未通過，使用分區仍為工業區。[25]

### 11月19日
民進黨新北市長候選人游錫堃拿出新北市府去函內政部的公文指出，朱立倫早在2011年1月25日，就以土地變更案屬於《都市計畫法》，將頂新新燕土地由工業用地「迅行變更」為住商混和區。但新北市府說法反覆，不是推給中央，就是前任臺北縣長周錫瑋。游錫堃強調，若當選新北市長，上任後第一件事情就是「迅行撤回」土地案，防止頂新脫產，呼籲朱立倫現在不必等他，否則讓人有重大懷疑。
新北市政府回應
- 新北市政府城鄉局副局長張溫德表示，市府絕不可能同意通過變更都市計畫。[28]

### 11月20日
立法委員陳亭妃表示，朱立倫在2005年競選桃園縣長連任期間，曾經分別收受味全持股的子公司「康全工程股份有限公司」及「欣全實業股份有限公司」各100萬元的政治獻金，而味全公司的背後即是頂新集團。更在2010年新北市長選舉時，收受土地開發公司大股東「能率集團」子公司「應華精密科技股份有限公司」的50萬元政治獻金。朱立倫收受三筆政治獻金合計250萬元，足以證明朱立倫與頂新集團「早已熟識」，對於其三重土地在就任30日後即同意「迅行變更」，竟然「留有一手」，朱立倫必須對外說明。
新北市政府回應
- 新北市市長朱立倫表示：「對於沒有格調的選舉花招，這種無謂的牽扯，不予理會。」[30]

### 11月21日
綠營候選人廖本煙、許昭興、羅文崇、鍾宏仁、廖筱清等人上午志新北地檢署，告發市府在朱立倫就任30天內快速變更三重味全土地案疑雲重重，具狀告發朱立倫涉及圖利並抨擊朱立倫是「百億門神」。而民進黨新北市長候選人游錫堃則籲不分藍綠滅頂新。
新北市政府回應
- 新北市城鄉發展局代理局長邱敬斌表示，目前未通過變更案。[32]

### 11月22日
民進黨新北市長候選人游錫堃表示當選後要廢掉頂新三重土地的開發許可，並代食安受害者向頂新討公道。
新北市政府回應
- 新北市市長朱立倫表示，事實就是事實，它現在是工業區。[33]

### 11月23日

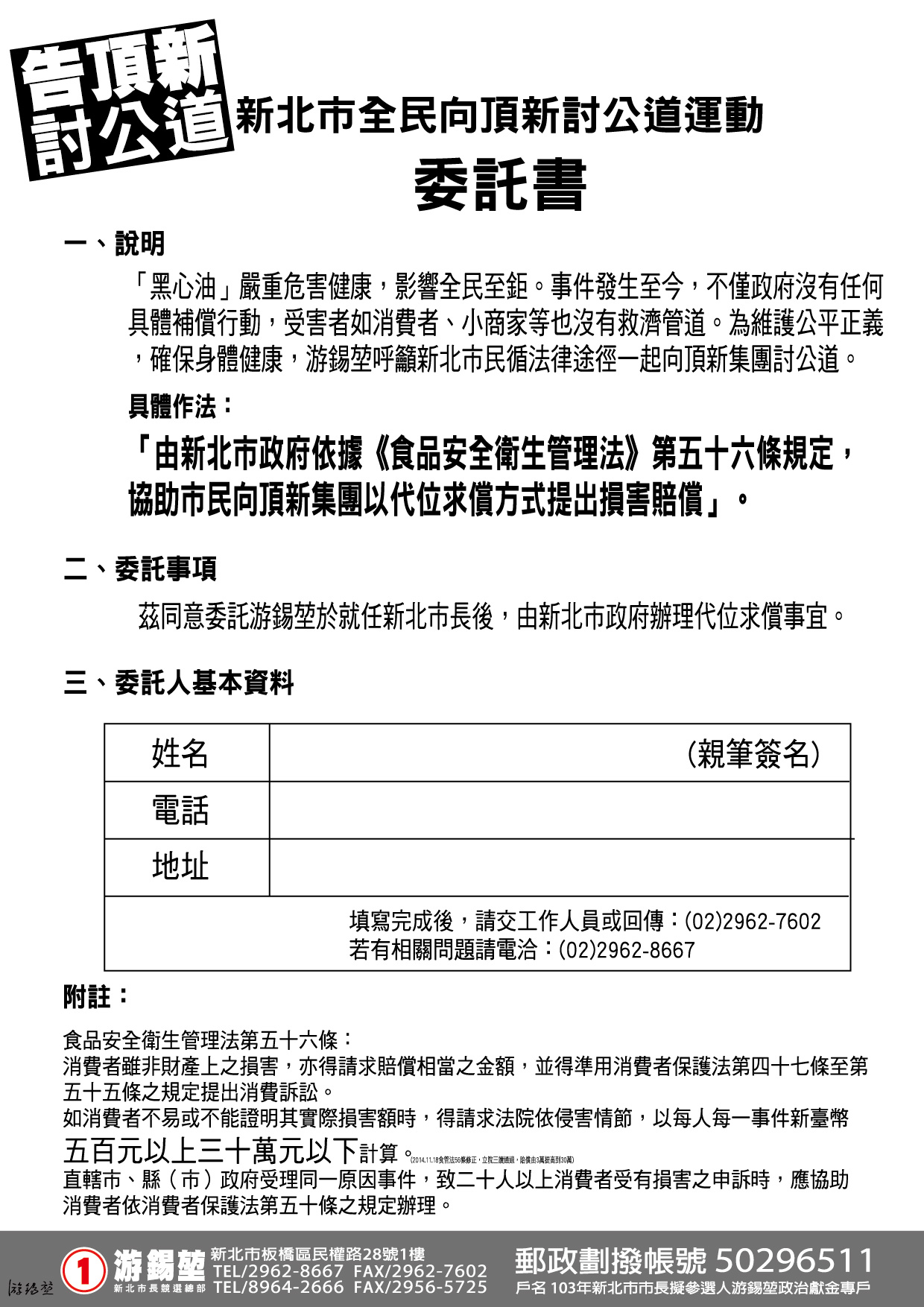
「新北市全民向頂新討公道運動」委託書

民進黨新北市長候選人游錫堃表示目前已經收到近8,000份委託書，也有150多家的商店參加「告頂新 討公道」的連署。只要民眾填妥委託書，並傳真或是連絡相關人員寄送委託書後，就可參加「告頂新　討公道」運動，而目前委託書可於全市的黨部 （页面存档备份，存于）、競選總部、與議員的聯合競選總部、後援會，官方網站、Facebook （页面存档备份，存于）都可以拿到。
新北市政府並無回應

### 11月24日
新北市三重區的頂新新燕土地開發案，立法委員陳亭妃、陳其邁於24日再度針對頂新三重土地變更案提出質疑，認為是朱立倫為頂新集團留了一手，用以成為日後起死回生的關鍵。更批評新北市政府不同人在13天內換了6種說法，從「無法退件」到「未核定」、「縣府時期認定」、「內政部權責」、「未來還是工業區」等。而高雄建台開發案光是從申請到市政府通過，就花了3年半，但新燕案僅4個半月，新北市府刻意以張冠李戴，移花接木方式將建台案公文選擇性公布，根本就騙很大，要求朱立倫「踹共」！
民進黨新北市長候選人游錫堃強調，全國都在「滅頂」惟獨朱立倫「護頂」，高分貝批評：「原來他是有拿頂新的政治獻金！」。他將伸張公平正義，頂新新燕土地變更案若完成變更可獲利百億元，已多次呼籲朱立倫「迅行撤回！這是一場滅頂與護頂之戰！若不『迅行撤回』，上任第一天我來做！」
新北市政府回應
- 新北市政府城鄉局副局長張溫德再次強調，市府絕不可能同意通過變更都市計畫。

### 12月2日
2014年中華民國地方公職人員選舉選後，新北市政府宣布終止頂新味全三重廠土地變更案。

## 2015年

### 1月27日
新北市城鄉發展局長邱敬斌表示因不符合「帶動經濟發展，創造社會公益」申請條件，所以提出終止此案。內政部都委會也在新北市政府正式函文報告後的56天，以新北市政府無法補齊變更協議書致使無法核定，決議核定通過終止頂新三重新燕土地變更案，也宣告結束此案的行政程序。

## 朱立倫收受政治獻金爭議

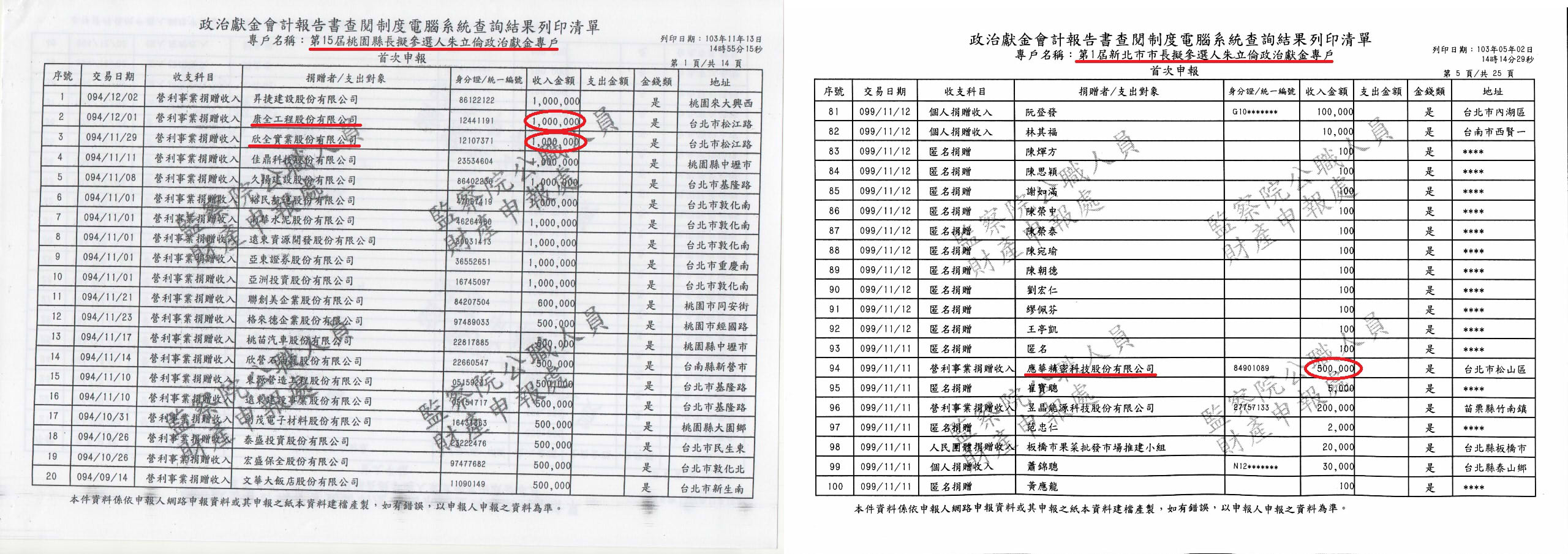
朱立倫參選桃園縣長及新北市長「政治獻金專戶明細表」

2014年11月20日，立法委員陳亭妃表示，朱立倫在2005年競選桃園縣長連任期間，曾經分別收受味全持股的子公司「康全工程股份有限公司」及「欣全實業股份有限公司」各100萬元的政治獻金，而味全公司的背後即是頂新集團。更在2010年新北市長選舉時，收受土地開發公司大股東「能率集團」子公司「應華精密科技股份有限公司」的50萬元政治獻金。朱立倫收受三筆政治獻金合計250萬元，足以證明朱立倫與頂新集團「早已熟識」，對於其三重土地在就任30日後即同意「迅行變更」，竟然「留有一手」，朱立倫必須對外說明。
2014年11月21日，綠營候選人廖本煙、許昭興、羅文崇、鍾宏仁、廖筱清等人上午志新北地檢署，告發市府在朱立倫就任30天內快速變更三重味全土地案疑雲重重，具狀告發朱立倫涉及圖利並抨擊朱立倫是「百億門神」。
新北市市長朱立倫則駁斥，這是沒有格調的選舉花招。